# Александрос Гуидатос
Александрос Гуидатос (на гръцки: Αλέξανδρος Γουιδάτος; на италиански: Alessandro Guidati) е гръцки римокатолически духовник, апостолически викарий на Солунския апостолически викариат (1927 - 1929) и архиепископ на Наксоската, Андроска, Тиноска и Миконоска архиепархия (1929 - 1947).

## Биография
Роден е на 4 декември 1882 година в Корфу, Гърция. На 17 септември 1905 година е ръкоположен за свещеник. На 30 април 1927 година папа Пий XI го прави ададски титулярен епископ и го назначава за викарий на Солунския апостолически викариат. Ръкоположен е за епископ на 4 септември 1927 година от архиепископа на Корфу, Занте и Кефалония Леонард Бриндизи в съслужение с атинския архиепископ Йоанис Филипусис и хиоския епископ Николаос Харикупулос. На 15 юли 1929 година е преместен като наксоски, андроски, тиноски и миконоски архиепископ. На 22 февруари 1947 година подава оставка и получава титулярната титла никополски епирски архиепископ. Умира на 25 юни 1952 година.